# Córdoba (Argentina)
 Ovo je glavno značenje pojma Córdoba (Argentina). Za druga značenja pogledajte Córdoba.
Córdoba je s 1,3 milijuna stanovnika drugi po veličini grad Argentine. Nalazi se sjeverno od samog zemljopisnog središta zemlje i glavni je grad pokrajine Córdoba.
Dugo je bio španjolsko kolonijalno središte pokrajine koja je danas država Argentina. 
Córdoba je industrijsko i kulturno središte središnje Argentine i u gradu se nalazi jedno od vodećih sveučilišta u zemlji, Universidad Nacional de Córdoba. Njega su 1613. godine osnovali isusovci, koji su također zaslužni za najstarije argentinske rančeve (estancias) i isusovačku četvrt, koji su 2000. godine upisani na UNESCO-ov popis mjesta svjetske baštine u Americi.

## Zemljopis
Grad se zemljopisno nalazi u podnožju gorja Sierras Chicas, na rijeci Suquía. To je prijelazno područje između Sierras de Córdoba na zapadu, te Pampa i Gran Chacoa na istoku, i okružuju ga jedne od najplodnijih poljoprivrednih površina u Argentini. 

## Povijest
Grad je 6. lipnja 1573. godine osnovao španjolski konkvistador Jerónimo Luis de Cabrera, te je jedan od najstarijih gradova Argentine (jedini stariji je Santiago del Estero, osnovan 1553. Grad je nazvao ga po španjolskom gradu Córdobi, vjerojatno u čast prvih doseljenika iz tog grada. Puni naziv grada je bio Córdoba de la Nueva Andalucía ("Córdoba nove Andaluzije"), kojeg je odobrio andaluzijski grad Córdoba. U to vrijeme su ga naseljavali i autohtoni indijanski stanovnici, pleme Comechingón, ali samo s druge strane rijeke. Nakon što se gradska jezgra preselila na trenutnu lokaciju 1577. godine, otpočeo je procvat trgovine sa sjevernim područjima Argentine.
God. 1599. isusovci su došli u grad i izgradili su škole, crkve i stambene zgrade, koje su trenutno jedne od najstarijih u Americi. God. 1608. osnovali su sjemenište koje je 1610. godine postalo kolegij Colegio Maximo, koji je oko tri godine kasnije postao najstarije sveučilište u Argentini, Universidad Nacional de Córdoba. Isusovci su u popisu stanovništva iz 1760. godine zabilježili čak 22.000 stanovnika u Córdobi. Kada je 1776. godine Karlo III., španjolski kralj, osnovao Potkraljevstvo Río de la Plata, pripala mu je i Córdoba sa širom okolicom.
Na kraju 19. stoljeća, tijekom industrijalizacije, Córdoba je postala veliki izvoznik poljoprivrednih proizvoda, posebno mesa i žitarica. U ranim godinama 20. stoljeća grad je već imao oko 90.000 stanovnika. Godine 1927., grad je počeo graditi tvornicu za proizvodnju vojnih zrakoplova, Fábrica Militar de Aviones (FMA), čija važnost je porasla tijekom Drugog svjetskog rata. Godine 1947. grad je imao oko 400.000 stanovnika. Godine 1955., u gradu je izbila vojna pobuna (Revolucion Libertador) koja je, nakon nekoliko serija prosvjeda protiv vlade generala Cordobaza Onganía, naposljetku na vlast dovela predsjednika Juana Perona 1969. godine.

## Znamenitosti
Budući da Córdoba ima mnoge građevine iz kolonijalnog razdoblja, grad posjećuje mnogo turista. U povijesnom središtu, tzv. Isusovačkoj četvrti (Manzana Jesuítica) je Trg sv. Martina (Plaza San Martín) na kojemu se nalazi Isusovačka crkva, katedrala i iza nje Samostan sv. Kataline Sienske (Santa Catalina de Siena) i Sveučilište. Katedrala Velike Gospe (Nuestra Señora de la Asunción) je poznata po oltaru izrađenom od srebra iz Potosíja s ornamentima od zlata, a na krovu su obojani biblijski prizori. Druge važne zgrade su Cabildo (kolonijalna upravna zgrada) i sveučilište Universidad Nacional de Córdoba. U gradu postoji i nekoliko muzeja kao što su Muzej umjetnosti Caraffa, osnovan 1916., i Muzej umjetnosti Evita, osnovan 2007. godine.
U okolici Córdobe se nalazi i pet isusovačkih estancija (estancias) ili poljoprivrednih imanja (Colonia Caroya, Jesús María, Santa Catalina, La Candelaria y San Ignacio de los Ejercicios i Alta Gracia), koja sadrže vjerske i svjetovne zgrade. One ilustriraju jedinstven vjerski, društveni i gospodarski eksperiment koji je proveden u razdoblju od više od 150 godina, u 17. i 18. stoljeću.
- Córdobska katedrala
- Córdobski slavoluk
- Park Sarmiento
- Avenija Yrigoyen i toranj Ecipsa
- Kazalište Libertador
- Kapucinska crkva (Los Capuchinos)
- Il Cabildo, kolonijalna zgrada guvernera
- Palacio Ferreyra Museum
- Caraffa Museum
- La Mundial, najuža "zgrada" na svijetu

## Gospodarstvo
Od Drugog svjetskog rata Córdoba je važno industrijsko središte. Glavne grane industrije su proizvodnja automobila (Renault, Volkswagen i Fiat), te željeznička industrija (Materfer) i svemirska industrija (Fabrica Militar de Aviones koju je 1990-ih kupila američka tvrtka Lockheed Martin). Tu je i značajna tekstilna i kemijska industrija.
Córdoba je široko cijenjena kao tehnološko središte Argentine; argentinski Centro Espacial Teófilo Tabanera proizvodi i kontrolira satelite, a mnoge softverske tvrtke (Motorola, Vates, Intel i Electronic Data Systems) svoja središta upravo imaju u gradu Córdobi.

## Stanovništvo
Najbrojnije etničke skupine u Córdobi su Talijani i Španjolci (uglavnom Galijci i Baski). Koncem 19. i početkom 20. stoljeća došlo je do povećane emigracije Europljana u Córdobu, te je do 1910-ih, na vrhuncu emigracije, 43% stanovništva već bilo ne-argentinskog podrijetla.
| Broj stanovnika      | 9.080 | 34.458 | 54.763 | 134.935 | 386.828 | 586.015 | 801.771 | 990.968 | 1.179.372 | 1.284.582 | 1.330.023 |
| Godišnja stopa rasta |       | 2,3    | 1,8    | 4,9     | 3,2     | 3,2     | 3,2     | 2,1     | 1,6       | 0,9       | 0,4       |

### Slavni stanovnici
| - Carlos Ahumada (1964.-), poduzetnik - Osvaldo Ardiles (3. kolovoza 1952.-), nogometaš - Georgina Bardach (18. kolovoza 1983.-), plivač - Fabricio Coloccini (22. siječnja 1982.-), nogometaš - Mariano Corsico (9. svibnja, 1981.-), nogometaš - Santiago Derqui (21. lipnja 1809.), predsjednik Argentine od 1860. – 1861. - Bernardo Fernández Cos (31. ožujka 1949.-), bivši nogometaš - Martin Garrido (9. studenoga 1974.-), biciklist | - Alberto Granado (1922. – 2011.), argentinski znanstvenik i farmakolog - Juan Carlos Heredia (1. svibnja 1952.-), bivši nogometaš - José Meolans (22. lipnja 1978.-), plivač - David Nalbandian (1. lipnja 1982.-), tenisač - Fernando de la Rua (15. rujna 1937.), predsjednik od 1999. do 2001. - Darío Sala (17. listopada 1974.-), nogometaš - Matias Suarez (8. svibnja 1988.-), nogometaš - Domenico Zipoli (1688. – 1726.), isusovački misionar i talijanski skladatelj - Zlatko Tanodi, hrv.-arg. arhivist |

## Zbratimljeni gradovi
| - Belo Horizonte, Brazil - Campinas, Brazil - Chongqing, Kina - Ciutadella de Menorca, Španjolska - Cochabamba, Bolivija - Copiapó, Čile - Curitiba, Brazil - Florianópolis, Brazil - Gyumri, Armenija | - Izmir, Turska - Iževsk, Rusija - Junta de Andalucía, Španjolska - Łódź, Poljska - Marín, Španjolska - Morelia, Meksiko - Montevideo, Urugvaj - Natal (Brazil), Brazil - Los Angeles, SAD | - Santa Cruz de la Sierra, Bolivija - Tampa, SAD - Tiberias, Izrael - Torino, Italija - Tucson, SAD - Valparaíso, Čile - Xi'an, Kina |

## Vanjske poveznice
- Službena stranica grada (šp.)
- Portal o kulturi u gradu  Arhivirana inačica izvorne stranice od 20. ožujka 2008. (Wayback Machine) (šp.)